# Computadora robusta
Una computadora robusta (también equipo robusto) es una computadora especialmente diseñada para operar en ambientes y condiciones difíciles, como en lugares con alta vibración, temperaturas extremas o lugares sucios. Estos tipos de computadoras están diseñadas para que desde su creación puedan ser usadas en estas condiciones; no solo sus materiales externos, sino también los componentes internos que trae el dispositivo junto con los sistemas de enfriamiento. En general, las computadoras robustas y las endurecidas comparten el mismo diseño duro y frecuentemente estos materiales son intercambiables.
Típicos entornos de usuario final para equipos robustos portátiles, como laptops, PDAs o tabletas PC, son seguridad pública, venta y servicio de campo, manufactura, distribuidoras minoristas, atención médica, transporte, distribución y militar. Estos equipos son usados en industrias agricultoras y por individuos para actividades recreativas, así como para cazar o para geocaching que es una actividad para encontrar objetos o tesoros en cierto lugar.

## Construcción
Virtualmente todos los equipos rugosos comparten un subrayado diseño filosófico de proporcionar un ambiente controlado para la electrónica instalada. Los componentes electrónicos pueden ser seleccionados por su habilidad de adaptarse a más altas o más bajas de temperatura de operación que componentes comerciales comunes.
Ellos incorporan características como teclados completamente sellados para proteger alguna intrusión de polvo o líquido, y pantallas resistentes que son legibles a plena luz de sol.
Las unidades robustas son más caras en términos de los costos anuales de hardware. Sin embargo, un estudio de investigación encontró que en espacios donde computadoras robustas son comúnmente usadas, el coste total de propiedad de tener alguna laptop robusta era de 36% menos a tener alguna normal y el costo por tener una PDA o algo parecido era 36% menor en comparación a versiones no tan resistentes.  Esta disminución del costo es debido a menores tasas de fracaso, el impacto en la productividad y otros factores.

## Estándares
- MIL-STD-810: un estándar militar, publicado en 1962, el cual establece una serie de pruebas para determinar adecuación en equipo para operaciones militares. Frecuentemente usado como una referencia en la industria comercial de laptops.
- MIL-S-901: Un estándar militar para el choque que aplica a equipos montados en barcos. Aplica en dos niveles: Grado A y Grado B. Los artículos de grado A son artículos que son esenciales para la seguridad y la capacidad de combate continuo en los barcos militares. Los artículos de grado B son artículos cuya operación no es esencial para la seguridad y la capacidad de combate continuo en los barcos militares, pero que podrían convertirse en una amenaza para el personal, para los artículos de grado A, o para todo el barco si resulta todo esto en una explosión a descargas.[7] Las pruebas de calificación son realizadas en una barcaza flotante en un espacio de agua donde explosivos son detonados en varias distintas distancias y profundidades para probar impactos en la barcaza.
- IEEE 1156.1-1993: IEEE Estándar de especificaciones ambientales de micro computadoras para módulos computacionales.
- IEEE 1613 Computadoras en subestaciones eléctricas usadas para almacenar datos o para comunicarse con sistemas SCADA siguiendo IEEE 1613 “Estándar de requisitos ambientales y de prueba para los dispositivos de comunicación de red en subestaciones eléctricas”.
- IP (Protección de ingreso): vea Código IP.
- IS (Seguridad intrínseca): vea Seguridad intrínseca.
- TEMPEST: vea Tempest (nombre de código).
- ATEX (potencial atmósfera explosiva): vea Equipo y sistemas protegidos destinados para usarlos en potenciales atmósferas explosivas.
- NEMA (National Electrical Manufacturers Association).
- Código IK (también conocido como EN50102) vea EN 50102.
- Estándar europeo EN 50155, “Aplicaciones ferroviarias - Equipos electrónicos utilizados sobre material rodante”, brinda un ejemplo de una dura especificación no militar. Se extiende a operar en temperaturas dentro del rango (-25 - +70 °C), resistente a la humedad, golpes, vibraciones, radiación – encontrada en vehículos e instalaciones aéreas.

## Conectividad Inalámbrica
La capacidad inalámbrica es un requerimiento clave para la mayoría de las aplicaciones móviles, y ha sido reportado que se presentan errores inalámbricos tres veces más en portátiles no robustas que en unidades robustas. La diferencia es atribuida a una mayor integración de múltiples radios en los productos robustos. Cada fallo de transmisión lleva de cinco a diez minutos en pérdida de productividad mientras el usuario tiene que volver a entrar a la compañía de red por un VPN.
Desde que las compañías están ofreciendo redes en celulares para estar siempre conectados a la red a sus usuarios, principales vendedores de computadoras robustas ofrecen ambos: capacidades LAN y WAN inalámbricas, y juntarse con compañías celulares como parte de sus ofertas. Durante la transmisión de datos en las conexiones inalámbricas LAN y WAN, una red virtual privada de móvil permite la conexión para persistir, creando una infraestructura que siempre esté conectada que es más simple para el usuario y elimina los fallos en las aplicaciones y la pérdida de datos.